# Paul Blieck
Pour les articles homonymes, voir Blieck.
Paul Blieck, né le 7 septembre 1867 à Bruxelles ou à Roubaix et mort le 21 octobre 1901 à Schaerbeek, est un artiste peintre belge.

## Biographie
Paul Blieck né le 7 septembre 1867 à Bruxelles ou à Roubaix, est un cousin germain de Maurice Blieck et son aîné,. 
Élève de l'académie royale des beaux-arts de Bruxelles,, il est un peintre de paysages. Il travaille en Brabant et est un membre du cercle le Voorwaerts.
Paul Blieck est mort le 21 octobre 1901 à Schaerbeek-lez-Bruxelles.

## Œuvres
- Portrait de mon père[1]
- Intérieur[1]
- Seule ![1]